# دنیای جدید (بازی ویدئویی)
دنیای جدید (انگلیسی: New World) یک بازی ویدئویی در ژانر نقش‌آفرینی برخط چندنفره گسترده است که توسط آمازون گیمز آرنج کانتی توسعه یافته و در ۲۸ سپتامبر ۲۰۲۱ توسط آمازون گیمز عرضه شد. این بازی قرار بود در مه ۲۰۲۰ و متعاقباً در اوت ۲۰۲۱ منتشر شود، اما تا تاریخ کنونی به تعویق افتاد. داستان این بازی که در اواسط قرن هفدهم رخ می‌دهد و بازیکنان سرزمینی خیالی با الگوگیری از قاره آمریکا را مستعمره ی خود می‌کنند. این بازی مدلی تجاری به‌نام خرید به بازی‌کردن دارد که به هیچ هزینه اشتراک ماهانه نیازی ندارد.